# Rubintyrann
Der Rubintyrann (Pyrocephalus rubinus) ist ein amerikanischer Schreivogel. Andere Bezeichnungen für diesen Vogel sind Rubinköpfchen oder Purpurtyrann.

## Merkmale

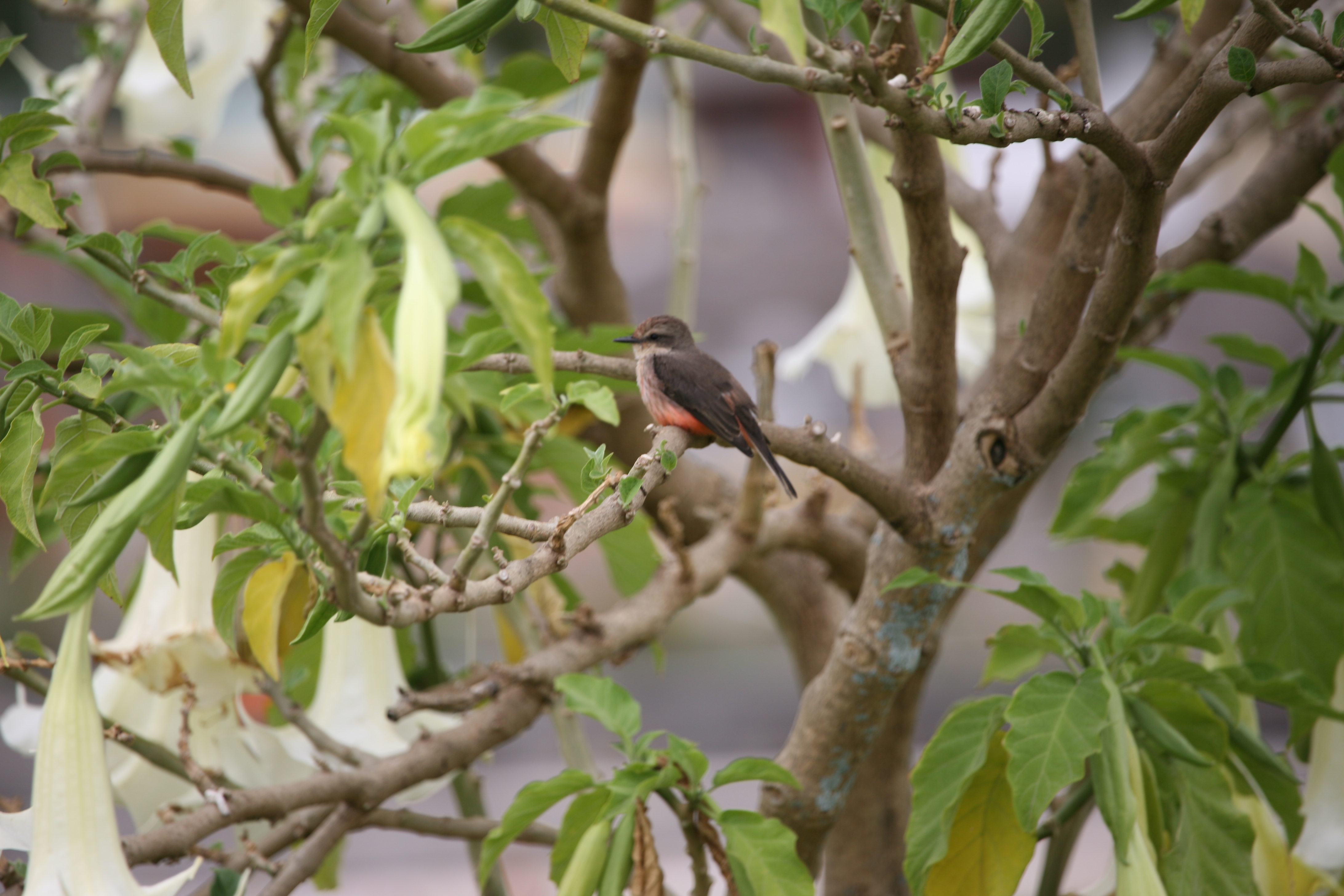
Pyrocephalus obscurus ardens ♀ in Baños del Inca (Cajamarca) ist heute vom Rubintyrann abgespalten

Das Männchen ist an Kopf, Brust und Unterseite karminrot, an Rücken, Flügel, Bürzel, Schwanz und Maske braunschwarz gefärbt. Das Weibchen hat eine gelbbraune Oberseite, eine weißliche Stirn, einen schwarzen Schwanz, einen lachsfarbenen Bauch und eine weiße, braun durchsetzte Brust.
Die zwölf Unterarten des Rubintyranns variieren in der Gefiederfärbung. So sind zum Beispiel die Vögel in Südamerika fast vollständig dunkel gefärbt, mit einzelnen roten Federn rund um den Kopf oder unter dem Schwanz.

## Vorkommen
Das Brutgebiet erstreckt sich von den südlichen USA bis nach Argentinien. Die südlichen Populationen überwintern in Amazonien, die nördlichen in Zentralamerika.
Der Vogel bewohnt einzelstehende Bäume, Gebüsche und lichte Wälder häufig in Trockengebieten meist in Wassernähe.

## Verhalten
Der Rubintyrann jagt von einem Ast aus nach vorbeifliegenden Insekten.

## Fortpflanzung

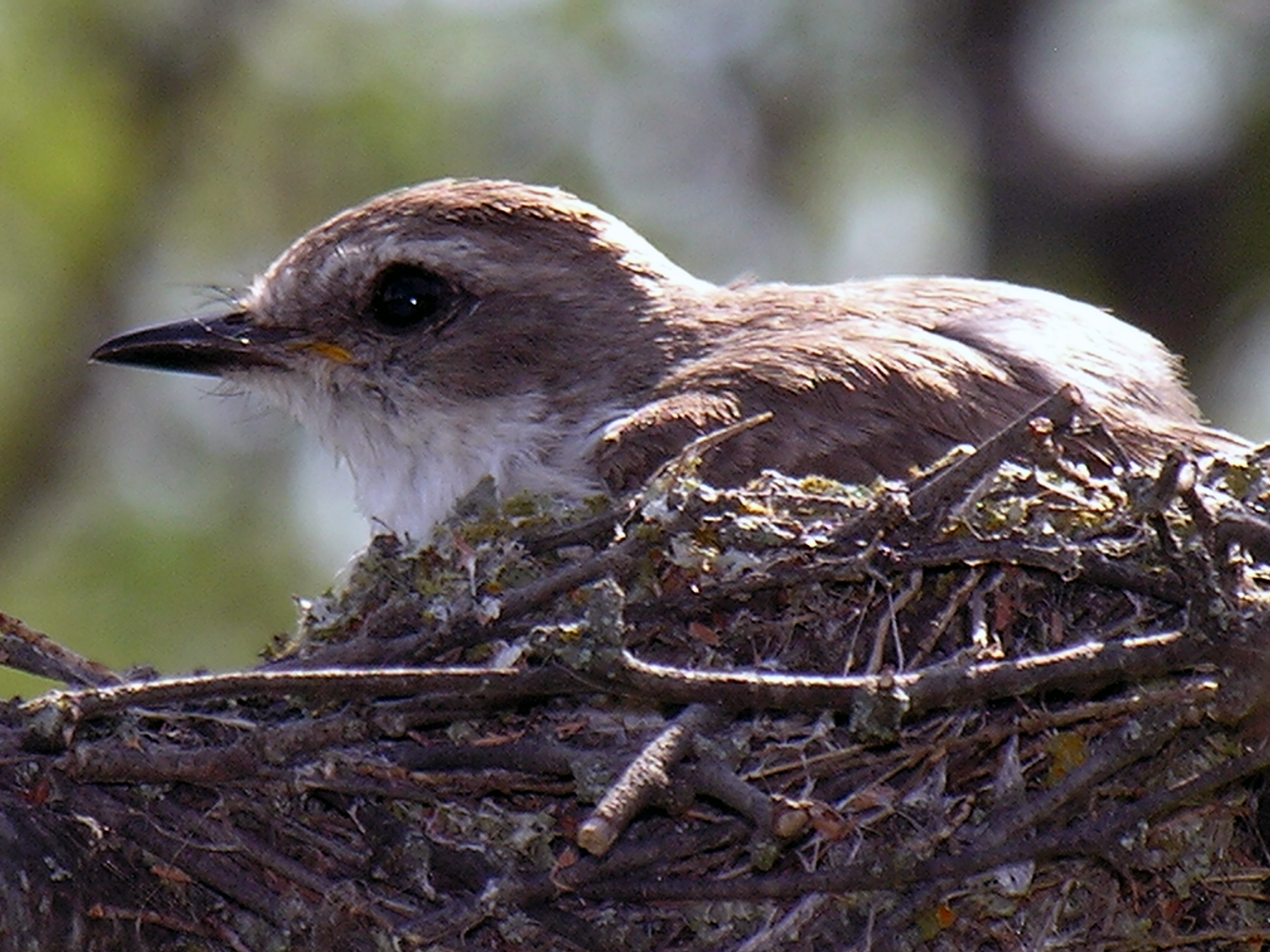
Rubintyrann ♀ bei der Brut

Das in einer Astgabel aufgehängte Schalennest aus dünnen Zweigen und Gräsern wird mit Tierhaaren und Federn gepolstert. Das Weibchen bebrütet die zwei bis vier Eier rund zwei Wochen lang, während das Männchen das Nest aggressiv verteidigt. Beide Altvögel versorgen nach dem Schlüpfen die Jungen.
In einer über vier Brutzeiten durchgeführten Studie in Texas wurde beobachtet, dass der Rubintyrann relativ häufig (in 12 % von 120 Fällen) bereits benutzte Nester für eine zweite Brut wieder benutzt. Überraschenderweise war der Bruterfolg in den wieder benutzten Nestern signifikant höher.

## Systematik

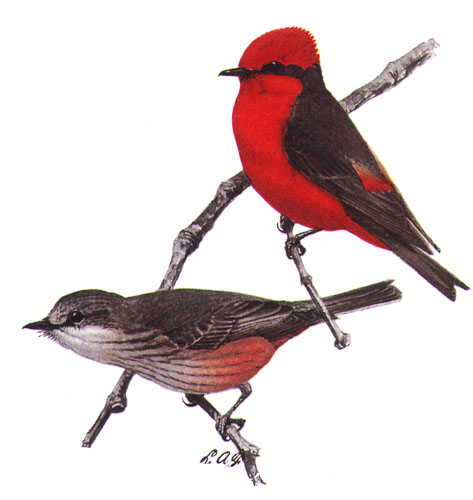
Rubintyrann ♀ und ♂ gemalt von Louis Agassiz Fuertes

Seit 2016 gilt Pyrocephalus rubinus als monotypische Art. Viele der unten angeführten Arten und Unterarten wurden abgesplittet und der Art Karmintyrann Pyrocephalus obscurus Gould, 1839 zugeschlagen. Ebenso wurden der Galápagostyrann Pyrocephalus nanus Gould, 1839 und der San-Cristóbal-Rubintyrann Pyrocephalus dubius Gould & Gray, GR, 1839 vom Rubintyrann abgespalten. Pyrocephalus rubinus major Pelzeln, 1868 wir heute als Nomen dubium betrachtet.
Heute ist die Einordnung wie folgt:
- Rubintyrann Pyrocephalus rubinus
  - Pyrocephalus rubinus (Boddaert, 1783)[4] – Die Nominatform kommt im Osten Boliviens, in Paraguay, im Südosten Brasiliens, in Argentinien und in Uruguay vor.

- Karmintyrann Pyrocephalus obscurus
  - Pyrocephalus obscurus ardens Zimmer, JT, 1941[5] – Diese Unterart kommt im nördlichen zentralen Peru vor.
  - Pyrocephalus obscurus  blatteus Bangs, 1911[6] – Diese Subspezies kommt im Südosten Mexiko bis Honduras vor.
  - Pyrocephalus obscurus cocachacrae Zimmer, JT, 1941[7] – Diese Unterart ist im Südwesten Perus bis in den Norden Chiles verbreitet.
  - Pyrocephalus obscurus flammeus Van Rossem, 1934[8] – Das Verbreitungsgebiet dieser Subspezies ist der Südwesten der USA und der Nordwesten Mexikos.
  - Pyrocephalus obscurus mexicanus Sclater, PL, 1859[9] – Das Verbreitungsgebiet dieser Unterart ist das südliche zentrale Gebiet der USA, sowie Zentral- und Südmexiko.
  - Pyrocephalus obscurus pinicola Howell, TR, 1965[10] – Diese Unterart kommt in Nicaragua vor.
  - Pyrocephalus obscurus piurae Zimmer, JT, 1941[11] – Das Verbreitungsgebiet dieser Unterart ist der Westen Kolumbiens, der Westen Ecuadors und der Nordwesten Perus.
  - Pyrocephalus obscurus saturatus von Berlepsch & Hartert, E, 1902[12] – Diese Unterart ist im Nordosten Kolumbiens, in Venezuela, in Guyana und dem Norden Brasiliens verbreitet.
  - Pyrocephalus obscurus obscurus Gould, 1839[13] – Diese Unterart ist in der Provinz Lima verbreitet.

- San-Cristóbal-Rubintyrann Pyrocephalus dubius
  - Pyrocephalus dubius Gould & Gray, GR, 1839[14][A 1] – Das Verbreitungsgebiet dieser Unterart ist die Insel San Cristóbal.

- Galápagostyrann Pyrocephalus nanus Gould, 1839
  - Pyrocephalus nanus Gould, 1839[15] – Diese Unterart kommt auf den Galapagosinseln vor, allerdings ohne die Insel San Cristóbal.

- Nomen dubium:
  - Pyrocephalus rubinus major Pelzeln, 1868[16] – Diese Unterart kommt im Südosten Perus vor.

## Etymologie und Forschungsgeschichte
Die Erstbeschreibung des Rubintyranns erfolgte 1783 durch Pieter Boddaert unter dem Namen Muscicapa rubinus. Als Verbreitungsgebiet gab er Cayenne an und bezog sich dabei auf Le Rubin von Georges-Louis Leclerc, Comte de Buffon. 1838 führte John Gould die für die Wissenschaft neue Gattung Pyrocephalus ein. Der Begriff ist ein Wortgebilde aus πυρ, πυρος pyr, pyros, deutsch ‚Feuer‘ und κεφαλη kephalē, deutsch ‚Kopf‘. Der Artname rubinus hat seinen Ursprung in lateinisch rubinus, rubeus, ruber ‚rubinrot, rot, rubinfarben‘. Alfred Laubmann hatte für sein Werk Die Vögel von Paraguay sechs Bälge aus dem Bergland des Río Apa, gesammelt von Hans Krieg (1888–1970), Eugen Josef Robert Schuhmacher (1906–1973) und Michael Mathias Kiefer (1902–1980), zur Verfügung. Weitere fünf Exemplare wurden bei Puerto Casado im Gran Chaco von Schuhmacher und Kiefer gesammelt. Auch von Adolf Neunteufel (1909–1979) aus der Colonie Cambychuelo und von Dr. Gualterio Walter aus dem Departamento Alto Paraná lagen ihm vor. Ebenso sah er die Art in der Literatur für Paraguay ausreichend nachgewiesen. Außerdem verwies er auf eine Publikation von Pierce Brodkorb der schon 1937 Unterschiede zwischen dem südlichen Rubintyrann und dem nördlichen Karmintyrann hinwies. In Suiriri del churrinche von Félix de Azara sah er ebenfalls einen Nachweis für Paraguay.